# فرورفتگی

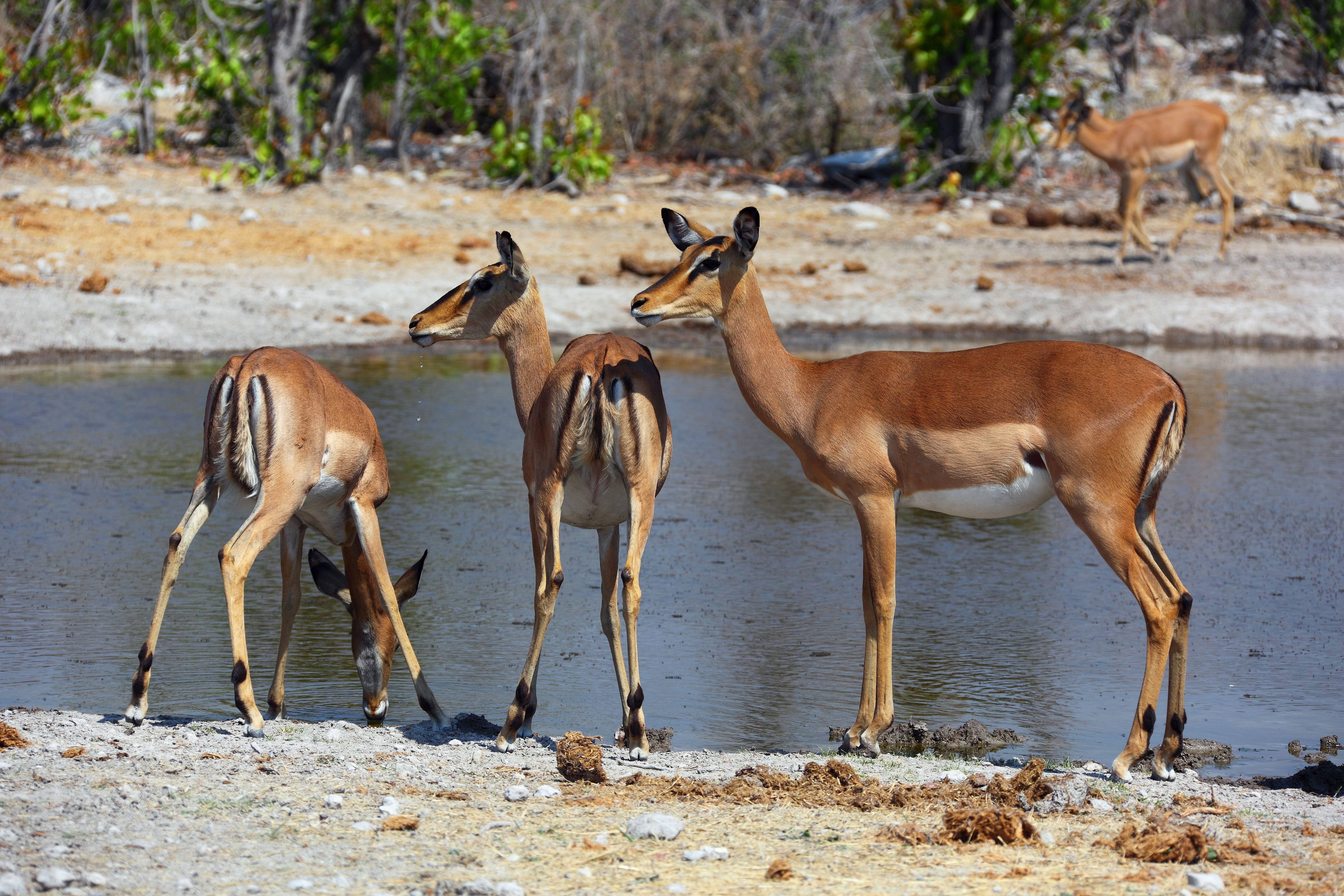
یک گودال آب که حیوانات را به سمت خود جذب کرده‌است.

فرورفتگی (چاله یا گودال نیز گفته می‌شود) در زمین‌شناسی عبارت است از یک زمین‌چهر که نسبت به ناحیه‌های پیرامون خود، مکیده شده یا فرورفته‌است. فرورفتگی‌ها ممکن است در اثر فرایندهای گوناگون پدید آیند.
- در اثر فرسایش:
  - پدید آمدن فرورفتگی در اثر وزش باد. فرسایش بادی می‌تواند به صورت جزئی در یک منطقه با ریگ‌روان و اندکی پوشش گیاهی روی دهد یا در خاکی خشک باشد (مانند محیط‌های بادرفت).[۲]
  - درهٔ یخی: فرورفتگی که در اثر فرسایش خاک توسط یخچال طبیعی پدید آمده‌است.
  - درهٔ رودخانه‌ای: فرورفتگی که در اثر فرسایش خاک توسط رسوب رودخانه‌ای پدید آمده‌است.
  - نشست خاک، فروریختن ساختار زیرین خاک مانند گودال
  - فرورفتگی که در یک حوضهٔ بسته پدید می‌آید و معمولاً به صورت همیشگی یا فصلی دارای دریاچه، کویر، دریاچهٔ خشک شده و … است.
- در اثر یخگیری:
  - بستری که در اثر یخگیری پدید آمده‌است - فرورفتگی در اثر وزن لایه‌های یخی درست شده‌است. پس از آب شدن یخ، ناحیهٔ پیرامون ممکن است به پایین کشیده شود و یک فرورفتگی کروی به‌دست آید.
  - ناحیهٔ کم عمق که در اثر ذوب شدن یخ‌ها به وجود آمده و پر از رسوب است.
- در اثر برخورد:
  - دهانهٔ برخوردی، فرورفتگی که در اثر برخورد یک شهاب‌سنگ پدید آمده‌است.
- در اثر رسوب‌ها:
  - بستر رسوبی: بر پایهٔ دانش رسوب‌شناسی، ناحیه‌ای که توسط رسوب‌ها پُر و ضخیم شده‌است تا حدی که وزن رسوب‌ها باعث فرورفتن زمین در آن ناحیه می‌شود.[۲]
- ساختاری یا زمین‌ساختی:
  - فرورفتگی همانند ناودیس (برای نمونه: فرورانش)
  - فروزمین: فرورفتگی خطی که در اثر نیروهای زمین‌ساختی به وجود آمده‌است.
  - بستر از دو سو کشیده شده که در محل برخورد دو گسل یا مرز دگرگون دیده شده‌است (برای نمونه: ناحیهٔ دریای مرده)
  - درازگودال: یک فرورفتگی عمیق و خطی که در بستر اقیانوس قرار دارد. این درازگودال در اثر فرورانش (هنگامی که یک صفحهٔ زمین‌ساخت زیر دیگری هول داده می‌شود) یک پوستهٔ اقیانوسی زیر یک پوستهٔ اقیانوسی دیگر یا یک پوستهٔ قاره‌ای.
- آتشفشانی:
  - کاسهٔ آتشفشانی[۳]
  - دهانهٔ سیاهچال: فرورفتگی آتشفشانی که از کاسهٔ آتشفشانی کوچکتر است و در اثر فروریختن یا مکیده شدن زمینی که روی یک حفره بنا شده‌است پدیده می‌آید.
  - مار که در اثر انفجار یک لولهٔ آتشفشانی (مخلوط گازها) یا فوران گدازه‌های آمیخته با آب پدید می‌آید.